# Real Republicans FC (Sierra Leone)
Der Real Republicans Football Club ist ein Fußballverein aus Freetown, der Hauptstadt von Sierra Leone. Ab der Saison 2024/25 spielt der Verein in der zweiten Liga.

## Erfolge
- Sierra-leonischer Meister: 1981, 1983, 1984
- Sierra-leonischer Pokalsieger: 1981, 1986
- Sierra-leonischer Pokalfinalist: 1985, 1989

## Stadion
Der Verein trägt seine Heimspiele im MK Field Angola Town in Freetown aus.